# Ryavallen
Il Ryavallen è uno stadio multifunzionale, ma adibito principalmente alla pratica del calcio, situato nella città di Borås, nel centro-ovest della Svezia.
È stata la sede dell'Elfsborg fino al termine della costruzione del nuovo stadio della città, la Borås Arena, costruita proprio a fianco del vecchio impianto. L'indirizzo del Ryavallen è Ålgårdsvägen 32, 506 30 Borås.
L'ultima partita di campionato giocata dall'Elfsborg al Ryavallen è stata quella del 25 ottobre 2004 contro l'Hammarby (terminata 0-1).
Nel 1991 vi si è disputata la finale del campionato svedese di football americano.

## Partite dei Mondiali di calcio
Durante i Mondiali di calcio Svezia 1958 si disputarono le seguenti partite di calcio:
| URSS        | 2 - 0 | Austria | Borås, 11 giugno |
| Inghilterra | 2 - 2 | Austria | Borås, 15 giugno |

## Football americano

### Tornei per club

#### Superserien
| Borås 15 settembre 1991 VI SM-Finalen | Uppsala 86ers | 30 – 10 | Kristianstad C4 Lions | Ryavallen |